# Erenna richardi
Erenna richardi är en nässeldjursart som beskrevs av Bedot 1904. Erenna richardi ingår i släktet Erenna och familjen Erennidae. Inga underarter finns listade i Catalogue of Life.